# Forêts et étangs d'Argonne et vallée de l'Ornain
Forêts et étangs d'Argonne et vallée de l'Ornain este o arie protejată (arie de protecție specială avifaunistică — SPA) din Franța întinsă pe o suprafață de 15.308 ha, integral pe uscat.

## Localizare
Centrul sitului Forêts et étangs d'Argonne et vallée de l'Ornain este situat la coordonatele 48°54′50″N 5°00′35″E / 48.91389°N 5.00972°E.

## Înființare
Situl Forêts et étangs d'Argonne et vallée de l'Ornain a fost declarat arie de protecție specială avifaunistică în baza directivei 79/409 din 1979 referitoare la conservarea păsărilor sălbatice pentru a proteja 75 de specii de animale.

## Biodiversitate
Situată în ecoregiunea continentală, aria protejată nu include niciun habitat protejat.
La baza desemnării sitului se află mai multe specii protejate de  păsări (75): fluierar de munte (Actitis hypoleucos), pescăruș albastru (Alcedo atthis), rață sulițar (Anas acuta), rață lingurar (Anas clypeata), rață pitică (Anas crecca), rață fluierătoare (Anas penelope), rață mare (Anas platyrhynchos), rață cârâitoare (Anas querquedula), rață pestriță (Anas strepera), gârliță mare (Anser albifrons), gâscă cenușie (Anser anser), stârc cenușiu (Ardea cinerea), stârc roșu (Ardea purpurea), ciuf de câmp (Asio flammeus), rață-cu-cap-castaniu (Aythya ferina), rața moțată (Aythya fuligula), Aythya marila, cocoșul de mesteacăn (Bonasa bonasia), buhai de baltă (Botaurus stellaris), Bucephala clangula, caprimulg (Caprimulgus europaeus),  prundaș gulerat mic (Charadrius dubius), chirighiță neagră (Chlidonias niger), barză albă (Ciconia ciconia), barză neagră (Ciconia nigra), erete de stuf (Circus aeruginosus), erete vânăt (Circus cyaneus), erete cenușiu (Circus pygargus), Clangula hyemalis, Cygnus columbianus bewickii, lebădă de iarnă (Cygnus cygnus), lebădă de vară (Cygnus olor), ciocănitoarea de stejar (Dendrocopos medius), ciocănitoare neagră (Dryocopus martius), egretă albă (Egretta alba), egretă mică (Egretta garzetta), șoim de iarnă (Falco columbarius), șoim călător (Falco peregrinus), muscar-gulerat (Ficedula albicollis), lișiță (Fulica atra), becațină comună (Gallinago gallinago), găinușă de baltă (Gallinula chloropus), cufundar polar (Gavia arctica), cocor (Grus grus), codalb (Haliaeetus albicilla), acvilă pitică (Hieraaetus pennatus), stârc pitic (Ixobrychus minutus), sfrâncioc roșiatic (Lanius collurio), Larus argentatus, Larus michahellis, pescăruș mic (Larus minutus), pescăruș râzător (Larus ridibundus), ferestraș mic (Mergus albellus), ferestrașul mare (Mergus merganser), Mergus serrator, gaia neagră (Milvus migrans), gaia roșie (Milvus milvus), rață cu ciuf (Netta rufina), vultur pescar (Pandion haliaetus), viespar (Pernis apivorus), cormoran mare (Phalacrocorax carbo), ciocănitoare verzuie (Picus canus), corcodel mare (Podiceps cristatus), corcodel-cu-gât-negru (Podiceps nigricollis), cresteț cenușiu (Porzana parva), cristei de baltă (Rallus aquaticus), sitar de pădure (Scolopax rusticola), eider (Somateria mollissima), chiră de baltă (Sterna hirundo), corcodel mic (Tachybaptus ruficollis), călifar alb (Tadorna tadorna), fluierar cu picioare verzi (Tringa nebularia), fluierarul de zăvoi (Tringa ochropus), fluierarul cu picioare roșii (Tringa totanus), nagâț (Vanellus vanellus).
Pe lângă speciile protejate, pe teritoriul sitului au mai fost identificate 28 de specii de păsări.